# غاري مارتن (لاعب كريكت)
غاري مارتن (27 فبراير 1968 في المملكة المتحدة - )  (بالإنجليزية: Gary Martin)‏ هو لاعب كريكت بريطاني. لعب مع Surrey Cricket Board ‏.